# Schillerstraße (München)

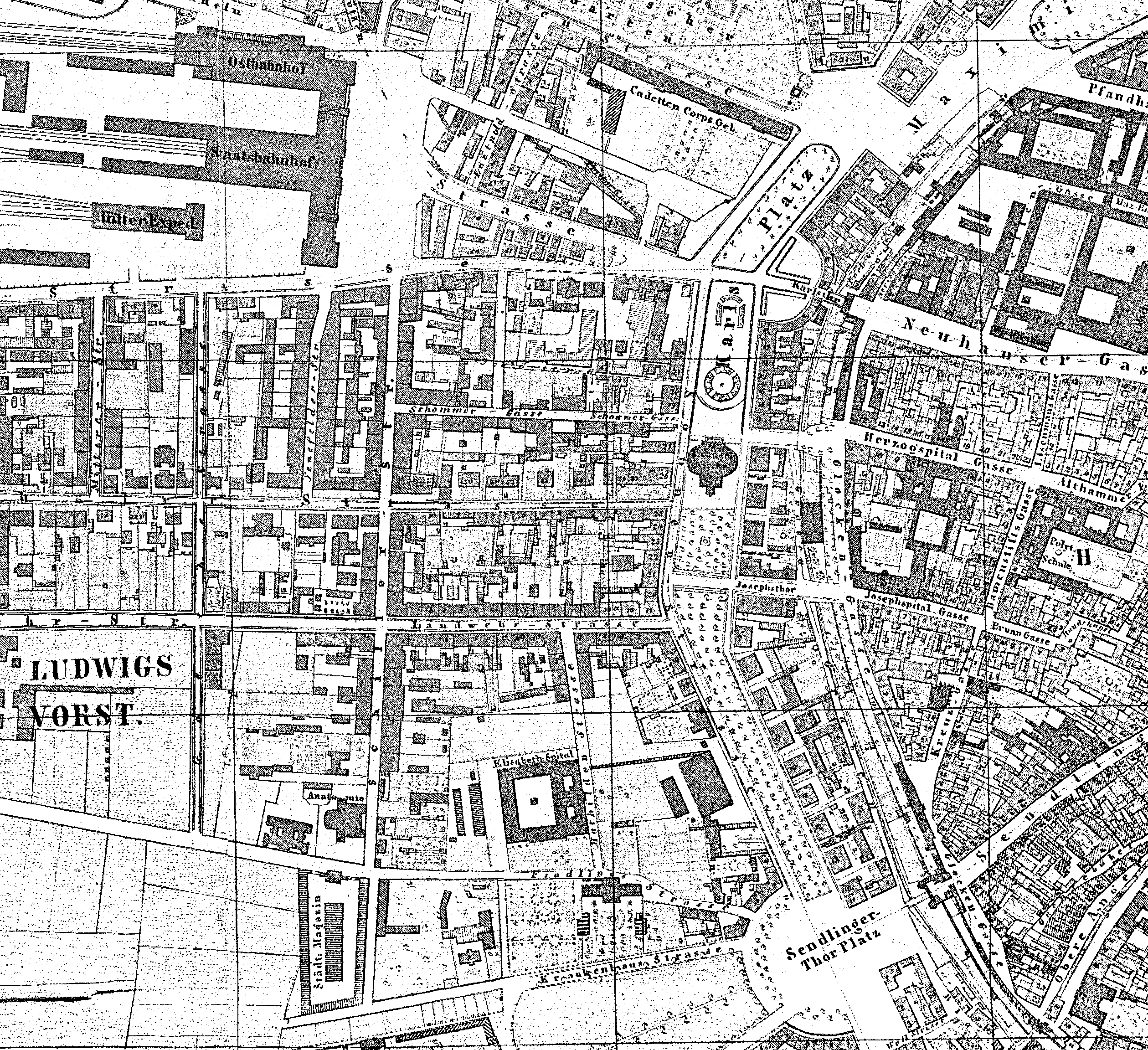
Schiller- und Goethestraße im Stadtplan von 1865

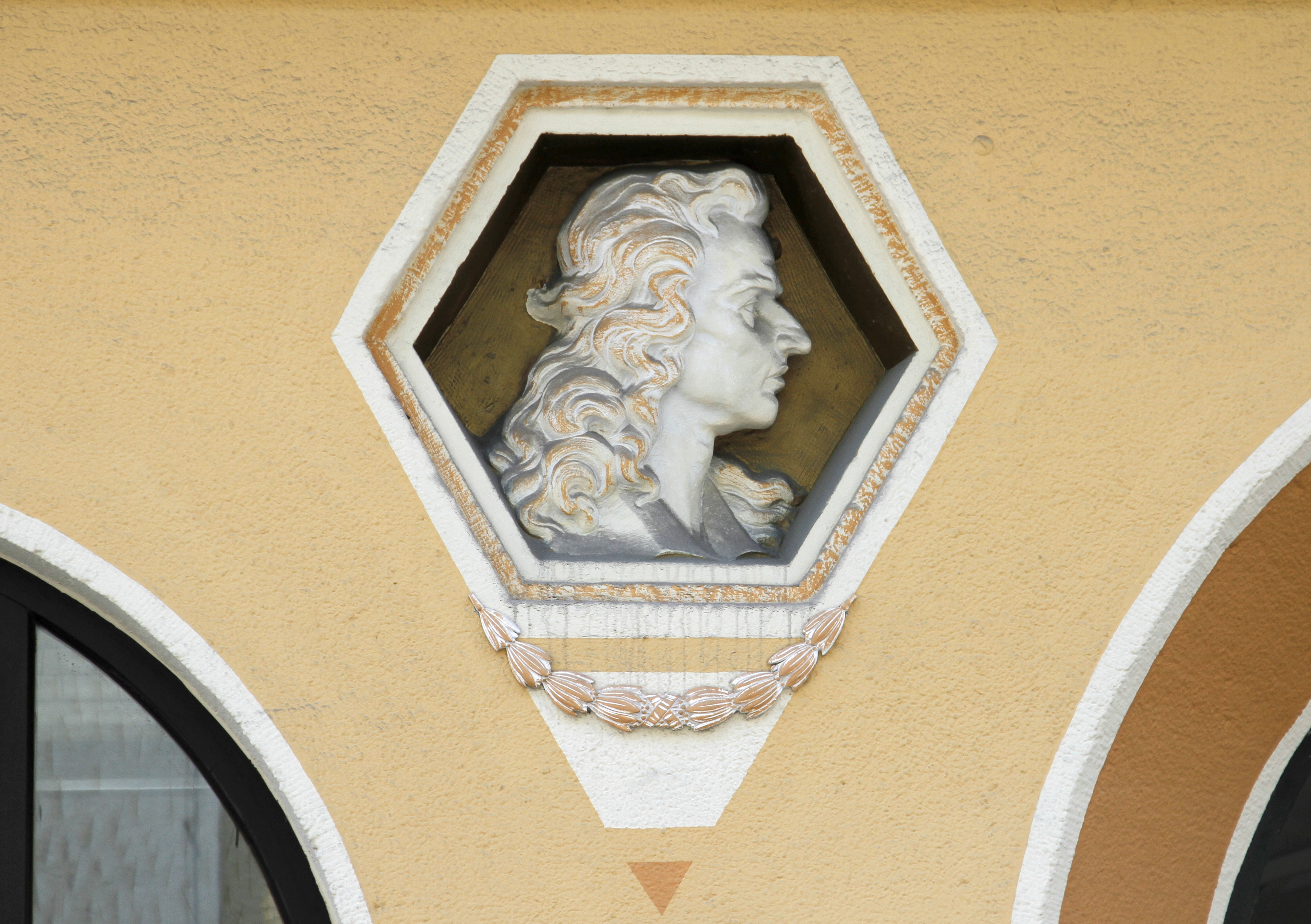
Porträt von Friedrich Schiller an der Fassade des Baudenkmals Schillerstraße 36

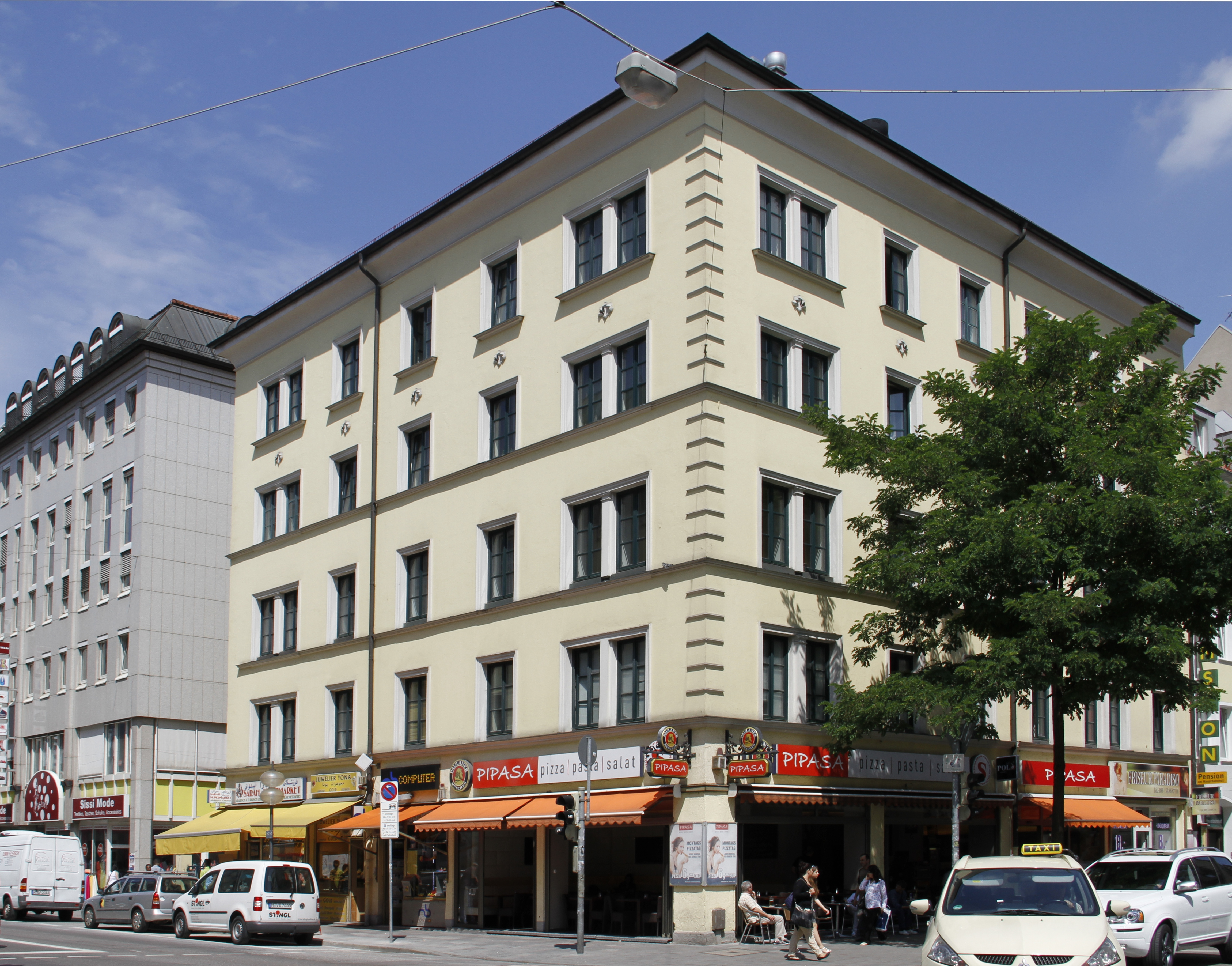
Baudenkmal Schwanthalerstraße 24 an der Ecke Schillerstraße, Neorenaissance-Bau mit um 1920 stark vereinfachter Fassade

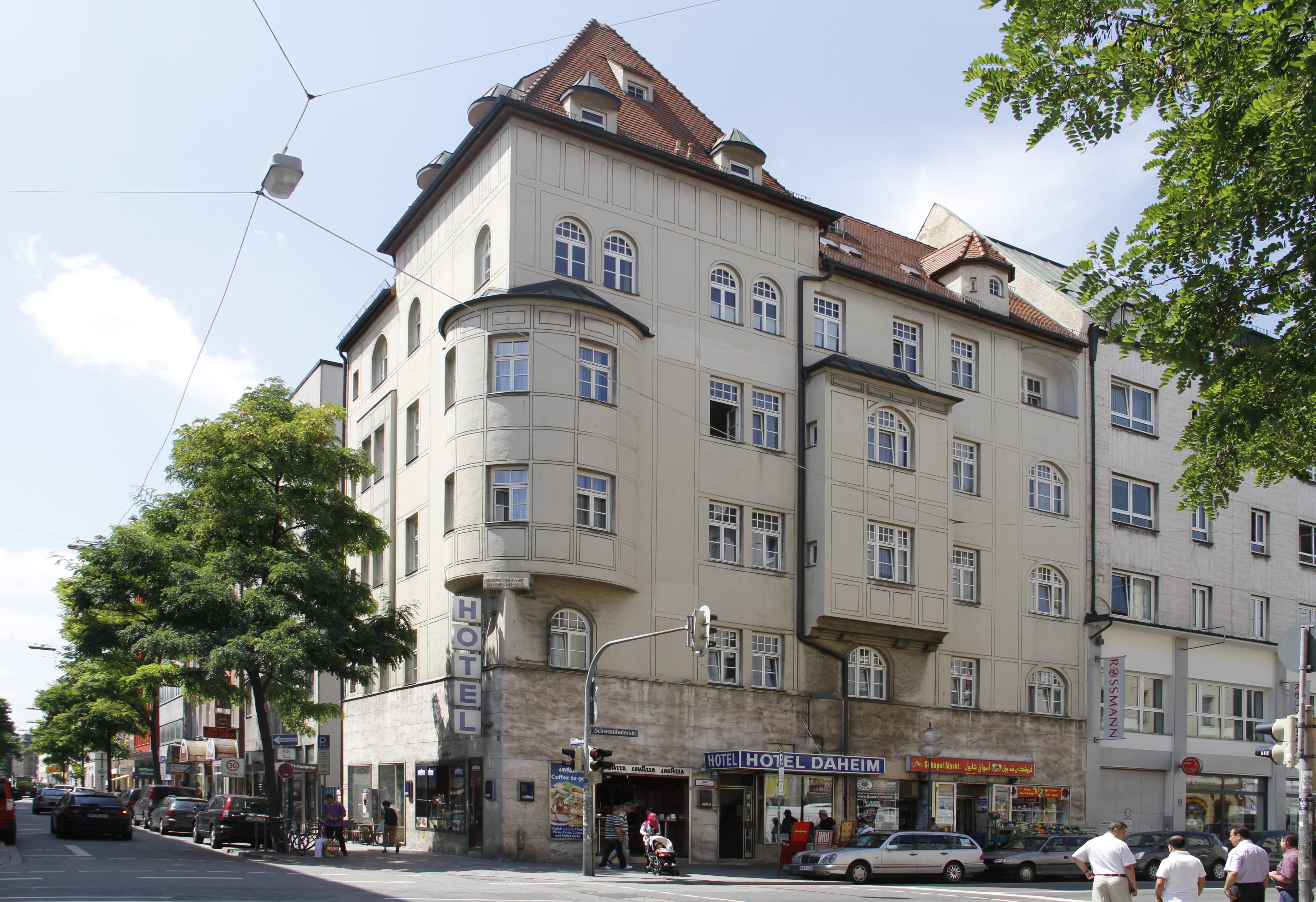
Schillerstraße 20, Jugendstilbau von 1905, dessen Fassade nach dem Zweiten Weltkrieg nur reduziert rekonstruiert wurde

Die Schillerstraße in München ist eine rund 700 m lange Straße in Nord-Süd-Richtung im Stadtviertel Ludwigvorstadt der Innenstadt. Sie beginnt an der Kreuzung mit der Bayerstraße am Bahnhofplatz beim Münchner Hauptbahnhof und verläuft in gerader Linie bis zur Nußbaumstraße im Klinikviertel. Die Schillerstraße ist die erste Parallelstraße zum Altstadtring außerhalb der mittelalterlichen Altstadt. Sie ist nach Friedrich Schiller benannt und verläuft parallel zur westlich benachbarten Goethestraße.

## Charakter
Die Straße beginnt mit einem Zugang zum U-Bahnhof Hauptbahnhof und einem Taxistand. Ihr Nordteil ist dem Bahnhofsviertel mit allen einschlägigen Auswirkungen zuzuordnen, mit einer Mischung aus Hotels, Spielhallen, ethnischen Lebensmittelgeschäften, Sozialeinrichtungen und Imbissen sowie der Rotlichtszene mit Erotik-Läden und Nachtclubs.
Die Hoteldichte in der Schillerstraße ist höher als in jeder anderen Münchner Straße, so dass die Stadtverwaltung 2019 in Folge eines weiteren Bauvorhabens ein Hotel-Konzept für das südliche Bahnhofsviertel ankündigte. Dort sind auf 0,2 % der Stadtfläche 60 % aller in der Stadt vorhandenen Hotelbetten konzentriert. Die Stadt strebt darin eine gemischte Nutzung von Gewerbe und etwa 30 % Wohnen an, die bestandskräftigen Bebauungspläne erlauben jedoch 100 % Gewerbe und insbesondere Hotels.
Dieser Abschnitt ist stark von Migranten verschiedenster Herkunft geprägt. In den Hinterhöfen der Schillerstraße wurden zeitweilig eine zweistellige Anzahl kleiner und kleinster Gebetsräume und Moscheen genutzt. Seit 2017 gibt es jedoch keine Moschee mehr im Viertel; sie mussten alle schließen, da der Andrang die kleinen Räume überforderte und Brandschutzbestimmungen nicht eingehalten werden konnten.
Der mittlere Abschnitt um die Kreuzungen mit der Schwanthaler- und Landwehrstraße gehörte mit diesen zum so genannten Schillicon Valley, das seit den 1990er Jahren scherzhaft nach der Schillerstraße aufgrund der vielen Computer- und Elektronikläden in Anlehnung an das kalifornische Silicon Valley benannt wurde. Seit 2005 nimmt die Dichte der Elektronikläden stark ab. Ein Hof, der die Schillerstraße mit der Goethestraße verbindet, und die gesamte zugehörige Bebauung war bis Ende 2020 Sitz der Innung für Elektro- und Informationstechnik München. Aufgrund der engen Bebauung und zur Beruhigung des Verkehrs sind der nördliche und zentrale Teil bis zur Landwehrstraße als Einbahnstraße in Nord-Süd-Richtung ausgewiesen.
Der Süden wird dem Klinikviertel des Innenstadtklinikums der Universität München zugerechnet. An der Schillerstraße liegen mehrere Institute, eine Mensa des Studentenwerkes sowie Betriebswohnungen für das Personal der Kliniken. Im Institut für Notfallmedizin und Medizinmanagement ist ein Notarztwagen stationiert. Auch wenn die Haupteingänge an der Pettenkoferstraße beziehungsweise der Nußbaumstraße liegen, wird die Schillerstraße auch durch Seitenflügel der Anatomischen Anstalt, einem neoklassizistischen Flügelbau mit einer kuppelgekrönten Zentralanlage, erbaut 1905–08 von Max Littmann, und der Chirurgischen Klinik geprägt. Die Schillerstraße endet stumpf an der Nußbaumstraße; ihr gegenüber eröffnete 2021 der Neubau des zentralen LMU Innenstadtklinikums. Die südlichsten gut hundert Meter der Straße sind für den allgemeinen motorisierten Verkehr gesperrt und gehören zum zufahrtsbeschränkten Teil des Klinikgeländes.

## Geschichte
Der mittlere Abschnitt der heutigen Schillerstraße zwischen der heutigen Pettenkoferstraße und der Schwanthalerstraße war schon Anfang des 19. Jahrhunderts als Sing-Straße in die städtischen Pläne eingezeichnet, wurde aber aufgrund seiner Lage am Rand des bebauten Gebietes zunächst nur für Gärten genutzt. Wie das ganze Viertel war sie ursprünglich für eine lockere Bebauung mit Villen auf großzügigen Grundstücken konzipiert. Der Charakter änderte sich erst in der zweiten Hälfte des 19. Jahrhunderts.
1825 errichtete Leo von Klenze am südlichen Ende, nahe dem allgemeinen Krankenhaus die Alte Anatomie. Bis etwa 1830 dehnte sich die Bebauung von der damals Reber-, dann kurzzeitig Lerchenstraße genannten heutigen Schwanthalerstraße auf die Sing-Straße und nach Süden aus.
Der als Schwanthalerquartier bezeichnete Abschnitt der Ludwigsvorstadt wurde in der Mitte des 19. Jahrhunderts in Zusammenhang mit der Errichtung des Centralbahnhofs 1849 als städtisches Wohn- und Gewerbeviertel umgestaltet. Dabei wurde die Sing-Straße nach Norden zum Bahnhofsplatz durchgebrochen und planvoll bebaut. 1860 wurde sie in Schillerstraße umbenannt und in den folgenden Jahren bis zur heutigen Nußbaumstraße nach Süden verlängert. 1865 wurde die parallele Heustraße in Goethestraße umbenannt, als die Ludwigvorstadt nach Westen erweitert wurde. In den folgenden Jahren wurde das westlich benachbarte Wiesenviertel als hochwertiges, durchgrüntes Wohngebiet auf dem Ostteil der Theresienwiese entworfen und die Goethestraße zur Nord-Süd-Achse aufgewertet. Sie wurde später im Rahmen der Bebauung des Wiesenviertels ab den 1880er Jahren im südlichen Abschnitt westlich des Krankenhauses bis auf die Lindwurmstraße zum neuen Goetheplatz geführt.
Schon seit 1829 ist das Haus der Malerfamilie Adam in der damaligen Sing-Straße nachgewiesen. Bis zum Ersten Weltkrieg entwickelte sich die Schillerstraße zu einem Künstlerviertel, um 1890 gab es auf vier benachbarten Grundstücken mindestens 18 Ateliers, davon alleine sieben im Rückgebäude der Hausnummer 26. Am 8. Februar 1880 wurde der Maler Franz Marc im Haus Schillerstraße 35 geboren.
In der Schillerstraße ist aufgrund starker Zerstörung im Zweiten Weltkrieg nur wenig der ursprünglichen spätbiedermeierlichen und neoklassizistischen Bebauung erhalten. Klenzes Alte Anatomie musste wegen Kriegsschäden abgerissen werden, auf der Ostseite wurde die Baulinie zurückversetzt, um die Straße für den Verkehr zu erweitern. Zwei Wohnhäuser aus dieser Zeit stehen unter Denkmalschutz. An der Ecke Schillerstraße/Pettenkoferstraße steht ein barockisierender Bau, der 1899 als Station für eine Unterstation mit Transformator der frühen elektrischen Stromversorgung Münchens errichtet wurde und heute ein Universitätsinstitut beherbergt. Weitere erhaltene Bauten stammen aus dem frühen 20. Jahrhundert und dem Jugendstil sowie der Neorenaissance. Der Großteil der heutigen Bebauung wurde beim Wiederaufbau nach dem Zweiten Weltkrieg in einfachster und billigster Bauweise errichtet.
Anfang des 20. Jahrhunderts gründete Julius Friedrich Lehmann in der Schillerstraße 51 im Klinikviertel seinen ursprünglich medizinischen Fachverlag, der bald auch völkische und rassentheoretische Schriften verlegte und zu den Wegbereitern des Nationalsozialismus in München gehörte. In der Nachkriegszeit entwickelten sich in der Schillerstraße und ihrer Umgebung eine Reihe von Musikclubs, die sich gezielt an die weißen GIs der amerikanischen Besatzungstruppen richteten. Gespielt wurde Rock ’n’ Roll und Boogie Woogie. Die Clubs waren einflussreich für die Entwicklung einer Musikkultur der jungen deutschen Bevölkerung.
Am 4. April 1977 zeigte der Bayerische Rundfunk in der Reihe Unter unserem Himmel einen 45 Minuten langen Film von Georg Friedel über die Schillerstraße, der am 15. Dezember 2009 noch einmal zu sehen war. Er beschreibt vorwiegend das Leben der Gastarbeiter, die in den späten 1970er Jahren noch als Arbeitsmigranten und nicht als Einwanderer angesehen wurden.
Am 7. Januar 1984 verübten die beiden Terroristen der Gruppe Ludwig  auf den Rotlicht-Club Liverpool in der Schillerstraße 11a einen Brandanschlag, der Kellerclub brannte völlig aus. Eine junge Frau erlag drei Monate später ihren Verletzungen. Im Januar 2025 wurde vor dem Tatobjekt eine Gedenkstele eingeweiht.
Im Rahmen der Neugestaltung des Klinikviertels nach dem Umzug der meisten Einrichtungen auf den Standort Campus Großhadern ab 2012 verändert sich der Charakter des südlichen Endes der Schillerstraße. Auf dem Gelände des ehemaligen Physiologischen Instituts wird seit 2023 ein Neubau für die Geo- und Umweltwissenschaften errichtet. Dort werden ab voraussichtlich 2030 auch die Ausstellungen der Staatssammlung für Paläontologie und Staatssammlung für Mineralogie zu sehen sein, die bislang im Kunstareal untergebracht sind.

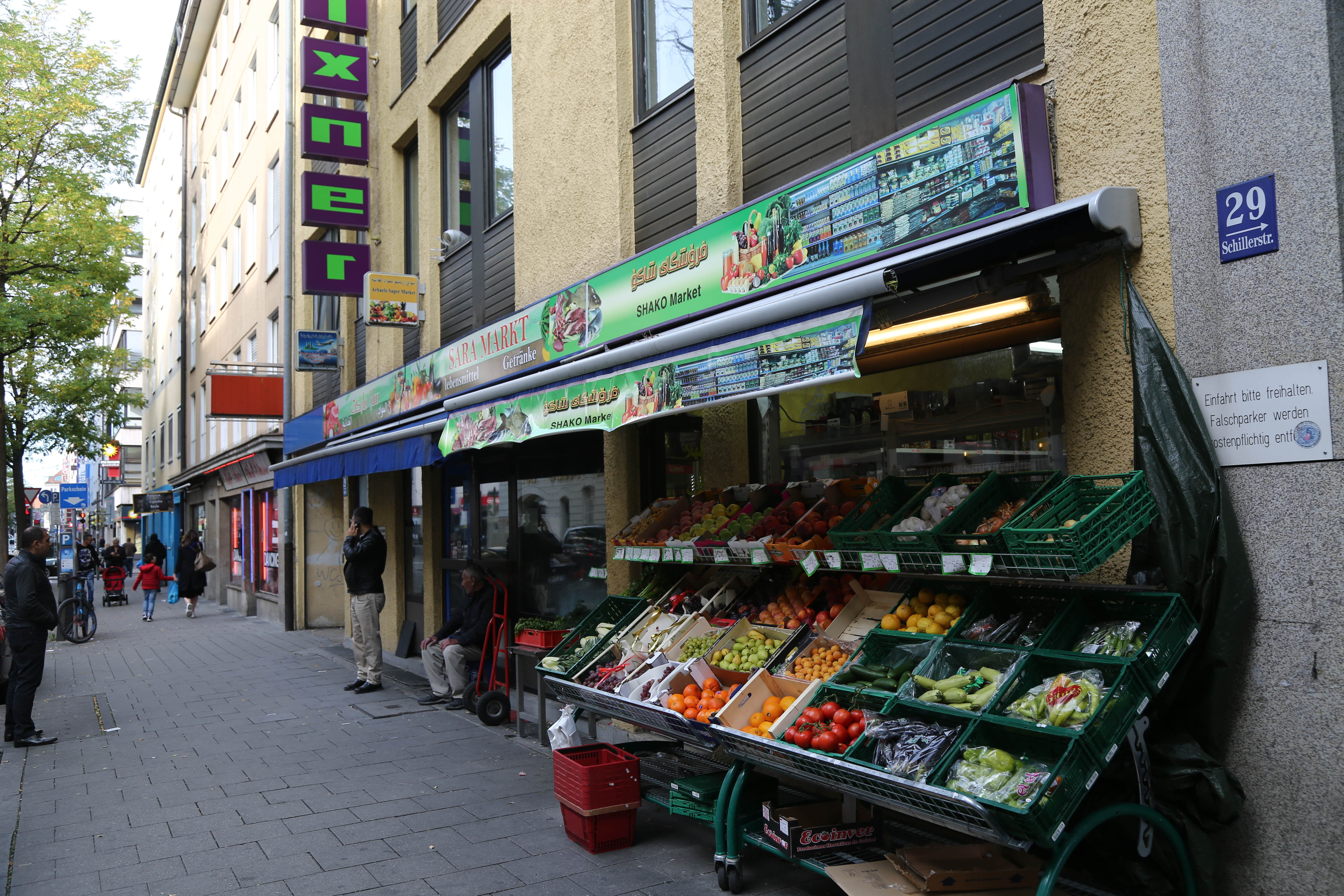
Schillerstraße, mittlerer Abschnitt
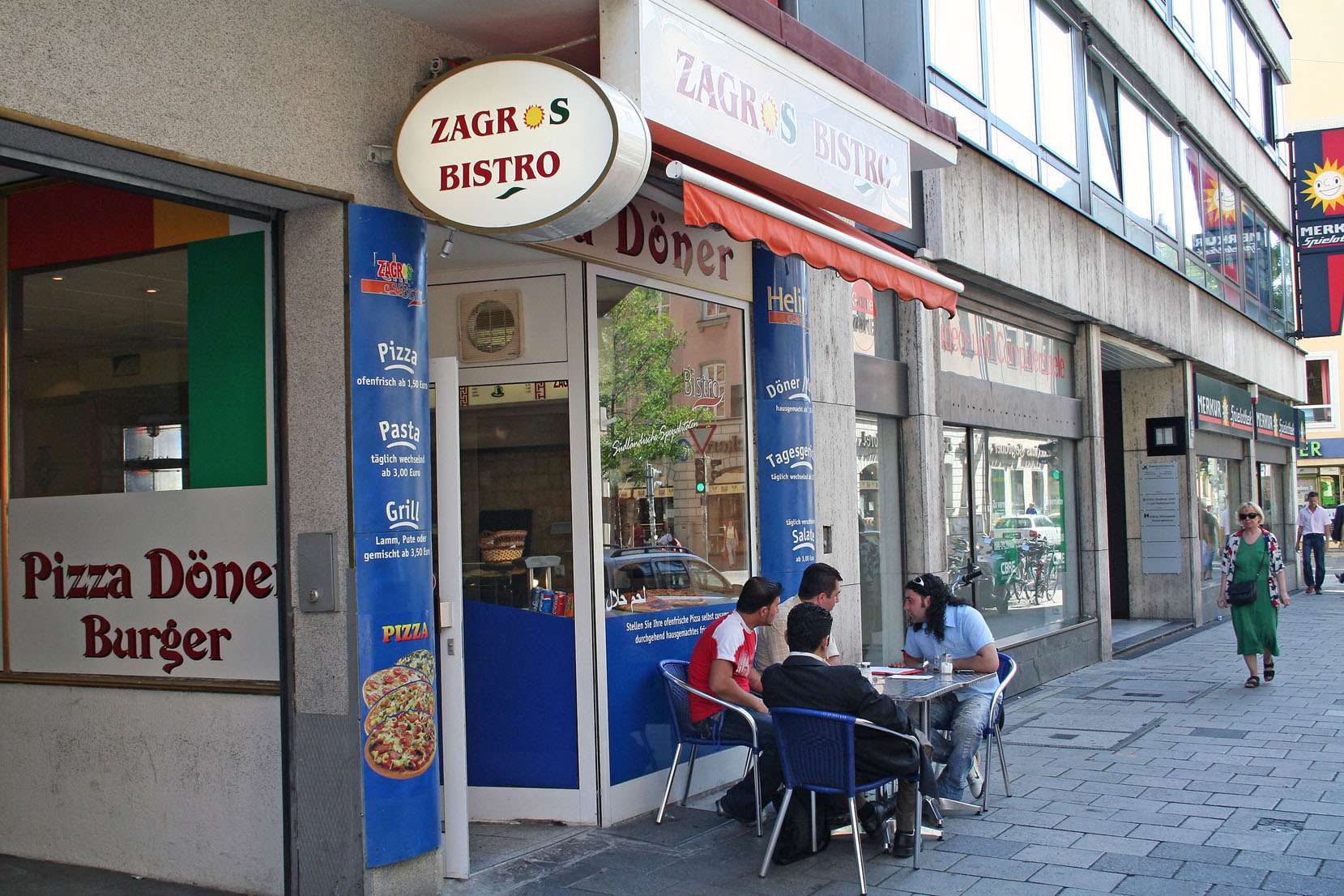
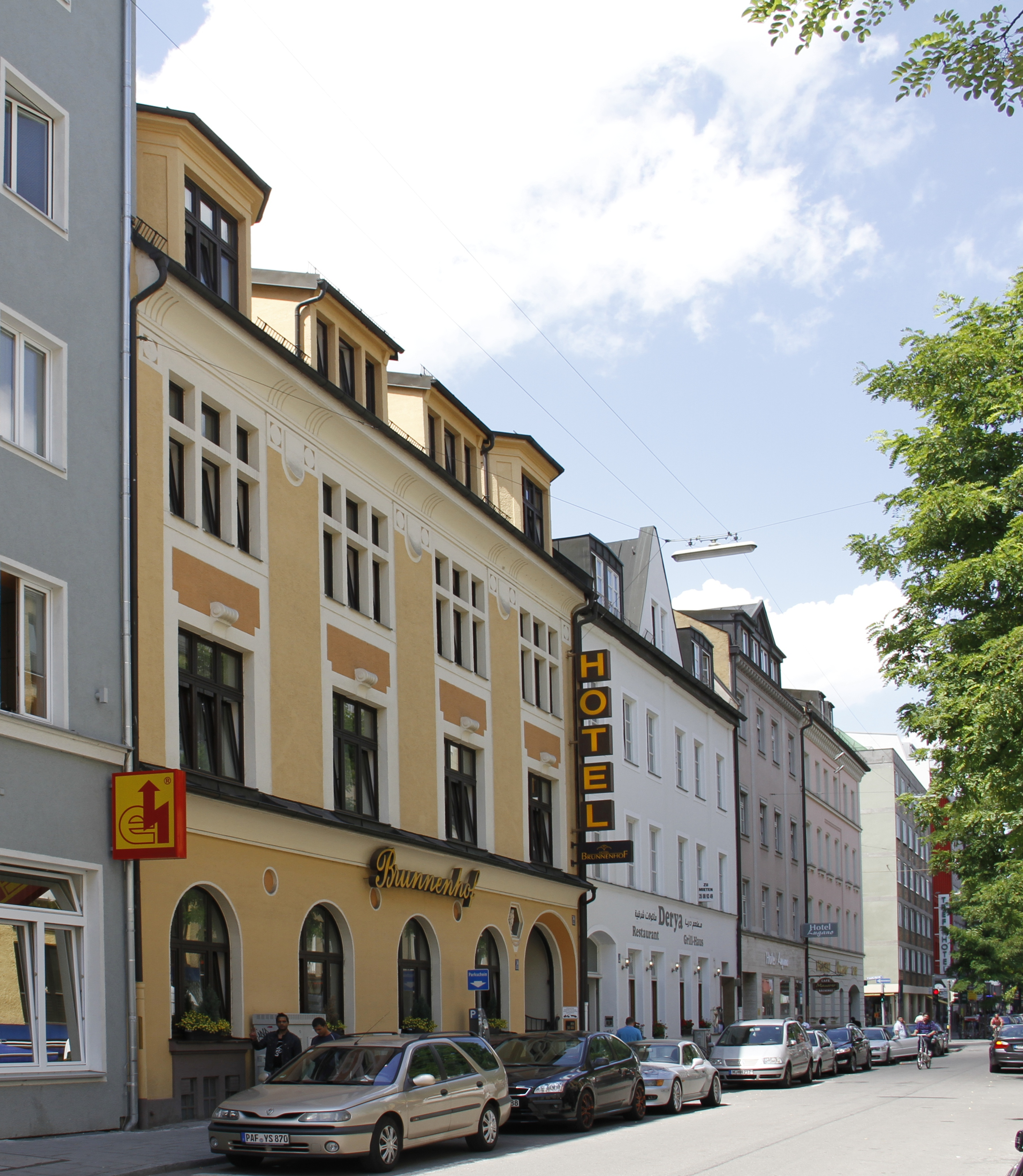
Baudenkmal Schillerstraße 36, Neorenaissance um 1910 mit auffälliger Hohlkehle unter der Traufkante und Stuckaturen
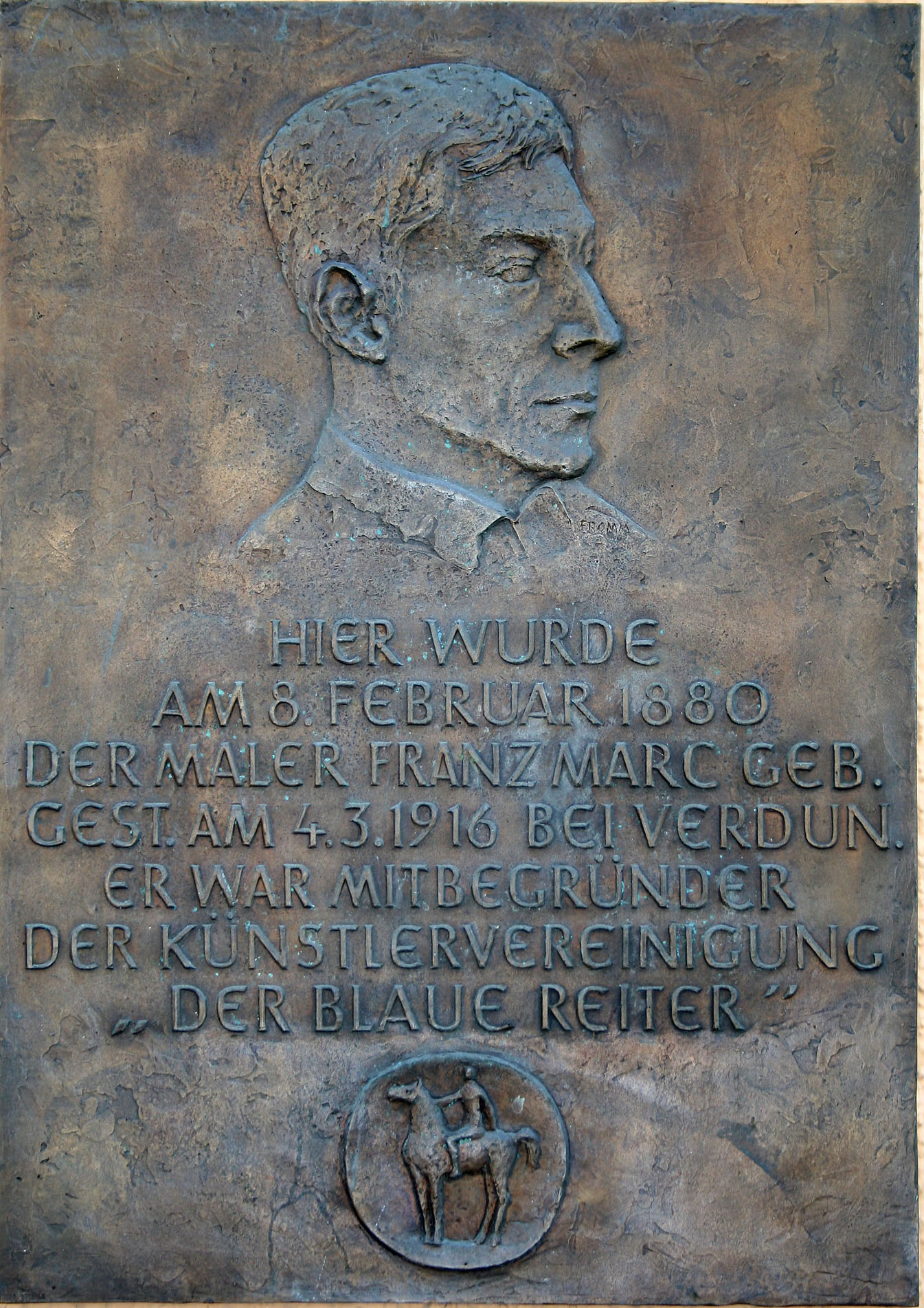
Gedenktafel am Geburtshaus von Franz Marc, Schillerstraße 35
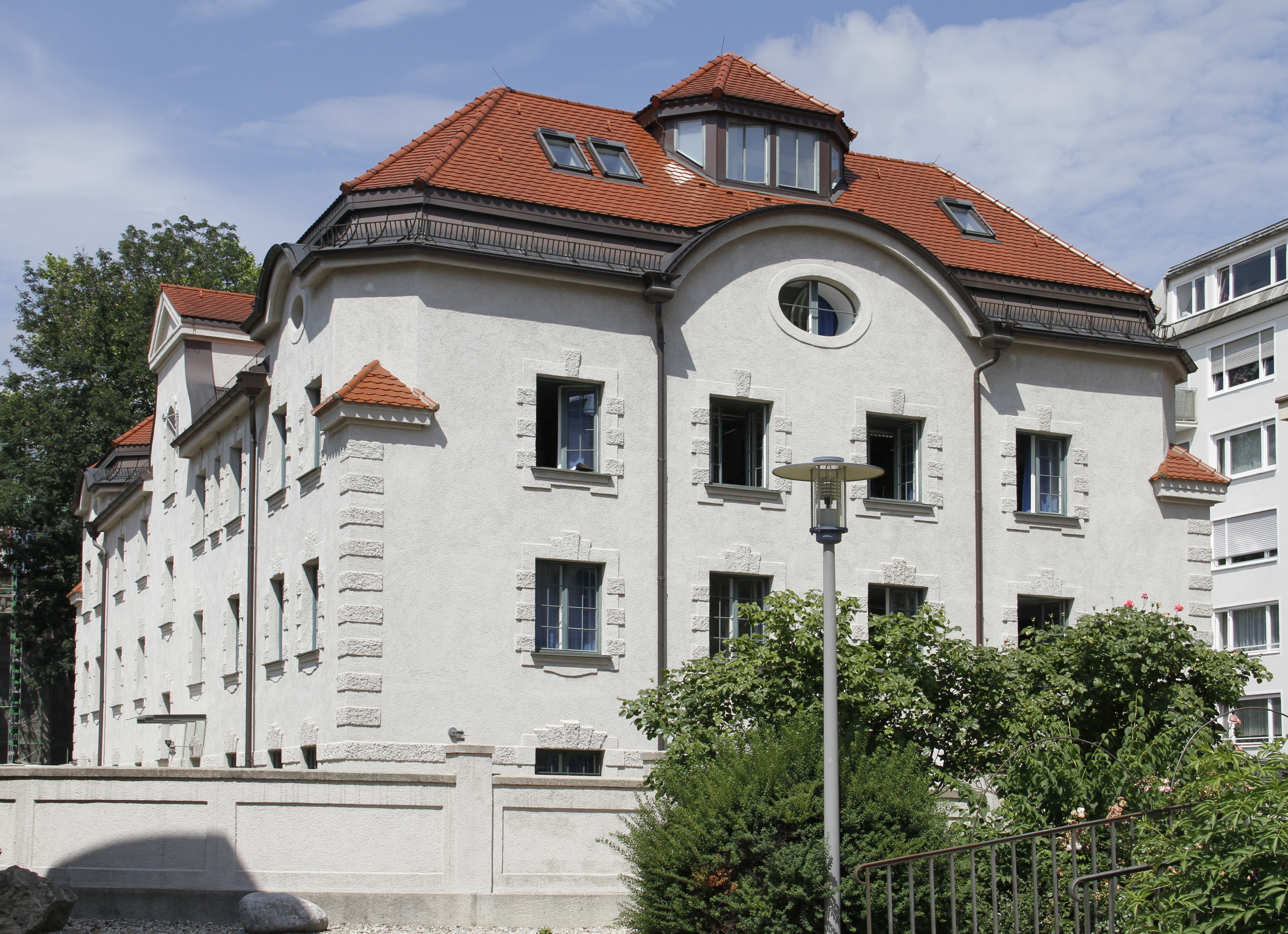
Ehemalige Transformatorenstation, Schillerstraße 53